# قشلاق ملانقی‌قنبر
قشلاق ملانقی‌قنبر روستایی است که در استان اردبیل، شهرستان بیله‌سوار، بخش قشلاق‌دشت، دهستان قشلاق شرقی قرار دارد.

## جمعیت
بر اساس سرشماری سال ۱۳۸۵ جمعیت این روستا ۳۰۸ نفر با ۶۰ خانوار بوده‌است.